# 태원 (동오)
태원(太元)은 중국 손오(孫吳) 대제(大帝)의 네 번째 연호이다. 251년 5월에서 252년 2월까지 10개월 동안 사용하였다.
같은 시기에 사용된 다른 연호로는 조위(曹魏)에서 사용한 가평(嘉平 : 249년 ~ 254년), 촉한(蜀漢)에서 사용한 연희(延熙 : 238년 ~ 257년)가 있다.

## 연대대조표
| 태원                | 원년            | 2년        |
| 서력                | 251년           | 252년      |
| 육십간지 (六十干支) | 신미(辛未)      | 임신(壬申) |
| 조위 (曹魏)         | 가평(嘉平) 3년  | 4년        |
| 촉한 (蜀漢)         | 연희(延熙) 14년 | 15년       |

## 같이 보기
- 다른 왕조의 같은 연호
  - 동진(東晉) 태원(376년 ~ 396년)
  - 전량(前凉) 태원(324년 ~ 346년)

- 중국의 연호

| 이전 연호 적오(赤烏) | 중국의 연호 손오(孫吳) | 다음 연호 신봉(神鳳) |